# Костел (Шутроминці)
Костел у Шутроминцях — римсько-католицька церква в селі Шутроминцях Тернопільської области України.

## Відомості
У 1932 р. споруджено мурований філіальний костел із червоної цегли.
У радянський період функціонував як колгоспний склад.
Нині — у стані часткової руїни. Всеукраїнська громадська організація «Українське реєстрове козацтво» має намір відновити костел у стилі козацької каплиці.